# Campeonato Mundial de Halterofilismo de 2011 - Até 94 kg masculino
A categoria até 94 kg masculino foi um evento do Campeonato Mundial de Halterofilismo de 2011, disputado na Disneyland Resort Paris, em Paris, na França, entre 11 e 12 de novembro de 2011. 

## Calendário
Horário local (UTC+1)
| Dia            | Horário | Fase    |
| -------------- | ------- | ------- |
| 11 de novembro | 09:00   | Grupo D |
| 11 de novembro | 11:30   | Grupo C |
| 11 de novembro | 21:30   | Grupo B |
| 12 de novembro | 16:30   | Grupo A |

## Medalhistas
| Evento    | Ouro                   | Ouro   | Prata                  | Prata  | Bronze                   | Bronze |
| --------- | ---------------------- | ------ | ---------------------- | ------ | ------------------------ | ------ |
| Arranque  | Aleksandr Ivanov (RUS) | 186 kg | Artem Ivanov (UKR)     | 186 kg | Kim Min-jae (KOR)        | 182 kg |
| Arremesso | Ilya Ilyin (KAZ)       | 226 kg | Ruslan Nurudinov (UZB) | 221 kg | Saeid Mohammadpour (IRI) | 221 kg |
| Total     | Ilya Ilyin (KAZ)       | 407 kg | Artem Ivanov (UKR)     | 407 kg | Saeid Mohammadpour (IRI) | 402 kg |

## Recordes
Antes desta competição, o recorde mundial da prova era o seguinte:
| Recorde         | Tipo      | Atleta                    | Peso   | Local  | Data                   |
| Recorde Mundial | Arranque  | Akakios Kakiasvilis (GRC) | 188 kg | Atenas | 27 de novembro de 1999 |
| Recorde Mundial | Arremesso | Szymon Kołecki (POL)      | 232 kg | Sófia  | 29 de abril de 2000    |
| Recorde Mundial | Total     | Akakios Kakiasvilis (GRC) | 412 kg | Atenas | 27 de novembro de 1999 |

## Resultado
Os resultados foram os seguintes. 
| Pos.              | Atleta                      | Grupo | Peso  | Arranque (kg) | Arranque (kg) | Arranque (kg) | Arranque (kg)     | Arremesso (kg) | Arremesso (kg) | Arremesso (kg) | Arremesso (kg)    | Total |
| Pos.              | Atleta                      | Grupo | Peso  | 1             | 2             | 3             | Resultado         | 1              | 2              | 3              | Resultado         | Total |
| ----------------- | --------------------------- | ----- | ----- | ------------- | ------------- | ------------- | ----------------- | -------------- | -------------- | -------------- | ----------------- | ----- |
| Medalha de ouro   | Ilya Ilyin (KAZ)            | A     | 93.78 | 175           | 181           | 184           | 5                 | 221            | 226            | —              | Medalha de ouro   | 407   |
| Medalha de prata  | Artem Ivanov (UKR)          | A     | 93.94 | 181           | 186           | 186           | Medalha de prata  | 216            | 221            | 227            | 4                 | 407   |
| Medalha de bronze | Saeid Mohammadpour (IRI)    | A     | 93.46 | 173           | 179           | 181           | 4                 | 216            | 221            | 221            | Medalha de bronze | 402   |
| 4                 | Aleksandr Ivanov (RUS)      | A     | 92.36 | 178           | 183           | 186           | Medalha de ouro   | 215            | 220            | 221            | 8                 | 401   |
| 5                 | Ruslan Nurudinov (UZB)      | A     | 93.25 | 177           | 177           | 180           | 8                 | 214            | 221            | 225            | Medalha de prata  | 398   |
| 6                 | Andrey Demanov (RUS)        | A     | 93.98 | 172           | 176           | 178           | 6                 | 213            | 220            | 225            | 6                 | 398   |
| 7                 | Kim Min-jae (KOR)           | A     | 93.82 | 177           | 182           | 187           | Medalha de bronze | 205            | 214            | 218            | 10                | 396   |
| 8                 | Anatolie Cîrîcu (MDA)       | A     | 93.54 | 175           | 175           | 175           | 9                 | 215            | 220            | 225            | 5                 | 395   |
| 9                 | Intigam Zairov (AZE)        | B     | 92.58 | 177           | 182           | 182           | 7                 | 210            | 215            | 221            | 9                 | 392   |
| 10                | Aurimas Didžbalis (LTU)     | A     | 93.06 | 173           | 179           | 179           | 11                | 205            | 216            | 222            | 7                 | 389   |
| 11                | Kostyantyn Piliyev (UKR)    | B     | 93.80 | 162           | 167           | 170           | 15                | 205            | 211            | 214            | 11                | 381   |
| 12                | Arsen Kasabijew (POL)       | B     | 93.57 | 166           | 170           | 174           | 13                | 210            | 210            | 213            | 12                | 380   |
| 13                | Aliaksandr Makaranka (BLR)  | B     | 93.68 | 165           | 170           | 174           | 14                | 196            | 200            | 208            | 13                | 378   |
| 14                | Asghar Ebrahimi (IRI)       | B     | 93.56 | 175           | 180           | 181           | 10                | 201            | 208            | 208            | 17                | 376   |
| 15                | David Matam (FRA)           | B     | 93.36 | 160           | 165           | 170           | 12                | 197            | 202            | 210            | 15                | 372   |
| 16                | İbrahim Arat (TUR)          | B     | 93.45 | 165           | 170           | 170           | 17                | 200            | 206            | 211            | 14                | 371   |
| 17                | Sylwester Kołecki (POL)     | B     | 93.85 | 164           | 169           | 172           | 16                | 202            | 207            | 208            | 16                | 371   |
| 18                | David Kavelasvili (GRE)     | B     | 93.98 | 160           | 165           | 171           | 19                | 200            | 200            | 200            | 19                | 365   |
| 19                | José Juan Navarro (ESP)     | C     | 93.40 | 155           | 162           | 167           | 21                | 195            | 200            | 205            | 18                | 362   |
| 20                | Endri Karina (ALB)          | C     | 93.91 | 155           | 160           | 165           | 23                | 195            | 195            | 195            | 24                | 355   |
| 21                | Herbys Márquez (VEN)        | C     | 92.95 | 150           | 155           | 157           | 25                | 191            | 196            | 199            | 21                | 353   |
| 22                | Jasurbek Jumaýew (TKM)      | C     | 93.06 | 155           | 163           | 167           | 20                | 188            | 195            | 202            | 27                | 351   |
| 23                | Giyosiddin Ahmedov (UZB)    | C     | 93.31 | 150           | 154           | 154           | 26                | 193            | 197            | 201            | 20                | 351   |
| 24                | Christos Saltsidis (GRE)    | C     | 93.78 | 155           | 155           | 160           | 22                | 186            | 186            | 186            | 28                | 346   |
| 25                | Benedict Uloko (NGR)        | D     | 93.03 | 147           | 153           | 153           | 31                | 190            | 196            | 196            | 22                | 343   |
| 26                | Simplice Ribouem (AUS)      | D     | 90.55 | 150           | 150           | 150           | 28                | 190            | 190            | 190            | 25                | 340   |
| 27                | Yuki Hiraoka (JPN)          | C     | 93.70 | 150           | 150           | 157           | 29                | 175            | 185            | 190            | 26                | 340   |
| 28                | David Katoatau (KIR)        | D     | 93.17 | 135           | 140           | 143           | 33                | 187            | 192            | 195            | 23                | 338   |
| 29                | Jared Fleming (USA)         | C     | 93.53 | 152           | 152           | 152           | 27                | 183            | 188            | 188            | 31                | 335   |
| 30                | Chandrakant Dadu Mali (IND) | D     | 90.77 | 139           | 144           | 148           | 30                | 176            | 182            | 182            | 33                | 323   |
| 31                | Nick Roberts (CAN)          | D     | 93.79 | 143           | 147           | 147           | 34                | 170            | 180            | 185            | 32                | 323   |
| 32                | Roberto Rosado (PUR)        | D     | 92.45 | 135           | 135           | 140           | 36                | 180            | 185            | 190            | 29                | 320   |
| 33                | Hernán Viera (PER)          | D     | 93.00 | 105           | 110           | 120           | 37                | 145            | 160            | 160            | 34                | 280   |
| —                 | Valeriu Calancea (ROU)      | A     | 93.80 | 165           | 165           | 171           | 18                | 212            | 212            | 212            | —                 | —     |
| —                 | Eduardo Guadamud (ECU)      | C     | 94.00 | 155           | 158           | 160           | 24                | 195            | 195            | 195            | —                 | —     |
| —                 | Miika Antti-Roiko (FIN)     | C     | 93.99 | 143           | 146           | 147           | 32                | 187            | 187            | 187            | —                 | —     |
| —                 | Faavae Faauliuli (SAM)      | D     | 93.63 | 139           | 142           | 142           | 35                | 188            | 188            | 188            | —                 | —     |
| —                 | Douglas Santos (BRA)        | D     | 92.77 | 138           | 138           | 140           | —                 | 176            | 185            | 191            | 30                | —     |
| —                 | Eugen Bratan (MDA)          | B     | 93.99 | 173           | 173           | 173           | —                 | —              | —              | —              | —                 | —     |
| —                 | Almas Uteshov (KAZ)         | A     | 93.80 | 170           | 170           | 170           | —                 | —              | —              | —              | —                 | —     |
| —                 | Javier Vanega (CUB)         | B     | 92.30 | 170           | 170           | 170           | —                 | —              | —              | —              | —                 | —     |